# Stuart Weller
Stuart Weller (*  1870 in Maine (New York); † 1927) war ein US-amerikanischer Paläontologe und Geologe.
Weller studierte Geologie und Paläontologie an der Cornell University mit dem Bachelor-Abschluss 1894 und wurde 1901 an der Yale University promoviert. Ab 1895 war er an der neu gegründeten University of Chicago, an der er 1897 Associate, 1900 Instructor, 1902 Assistant Professor, 1908 Associate Professor und 1915 Professor für Paläontologie und Geologie wurde.
Er befasste sich vor allem mit der Fauna des Paläozoikums im Mississippi-Tal, besonders in der Mississippian-Formation. 1889 bis 1907 war er Paläontologe beim Geological Survey von New Jersey und 1891 bis 1927 war er Geologe am US Geological Survey, wobei er jeweils in den Sommermonaten im Feld arbeitete. 1906 ibs 1927 war er beratender Paläontologe beim Illinois Geological Survey. Nach 1920 erweiterte er sein Untersuchungsgebiet nach Missouri als Mitarbeiter des Missouri und Kentucky Geological Survey. Außerdem war er Kurator für Wirbellosen-Paläontologie und ab 1919 Direktor des Walker Museum  der University of Chicago.
1926 war er Präsident der Paleontological Society.
Zu seinen Schülern zählte Arthur Ware Slocom.